# 大方県
大方県（たいほうけん）は中華人民共和国貴州省畢節市の管轄下にある県。県人民政府は大方鎮にある。烏江の上流域、標高1,800mの高地に位置する。
漢族のほかにイ族、ミャオ族などの少数民族が居住する。

## 行政区画
- 街道：紅旗街道、順徳街道、慕俄格古城街道
- 鎮：双山鎮、猫場鎮、馬場鎮、羊場鎮、黄泥塘鎮、六竜鎮、達渓鎮、瓢井鎮、長石鎮、対江鎮
- 郷：東関郷、文閣郷、緑塘郷、小屯郷、果瓦郷、雨沖郷
- 民族郷：竹園イ族ミャオ族郷、響水ペー族イ族コーラオ族郷、鼎新イ族ミャオ族郷、牛場ミャオ族イ族郷、理化ミャオ族イ族郷、鳳山イ族モンゴル族郷、安楽イ族コーラオ族郷、核桃イ族ペー族郷、八堡イ族ミャオ族郷、興隆ミャオ族郷、大山ミャオ族イ族郷、黄泥イ族ミャオ族満族郷、大水イ族ミャオ族プイ族郷、沙廠イ族郷、普底イ族ミャオ族ペー族郷、百納イ族郷、三元イ族ミャオ族ペー族郷、星宿ミャオ族イ族コーラオ族郷

## 歴史
漢代、大方は牂牁郡の名前で呼ばれていた。元来はミャオ族の居住地だったが、宋代になって中原の政府の統治下に置かれ、大万谷落総管府が設置された。
元朝は、この地に順元宣慰司を設置。明代の大方には大方賊が跋扈しており、王三善が指揮する討伐隊が派遣された。1636年に大方は明に帰順し、この地に城が築かれてミャオ族統治の拠点とされる。
清の支配下に入った後、大方城は大定府に改称された。中華民国成立後は県が置かれ、1914年に貴州省貴西道に区画されるが道は廃止された。1958年に県名は大定から大方に戻される。

## 産業
古来から大方は漆器の産地として知られている。

## 交通

### 航空
- 畢節飛雄空港（中国語版）

### 鉄道
- 中国国家鉄路集団
  - 成貴旅客専用線

（成都方面）- 大方駅 -（貴陽方面）
  - 隆黄線

大方南駅 -（黄桶方面）

### 道路
- 高速道路
  - 杭瑞高速道路
  - S82 黔大高速道路
- 国道
  - G321国道
  - G326国道